# Zastava M77 B1
O Zastava M77 B1 é um fuzil de batalha desenvolvido e fabricado pela Zastava Arms na Sérvia (antiga Iugoslávia). Foi lançado em 1977. É um derivado do Zastava M70 e uma cópia modificada do AKM soviético, porém com câmara para o calibre 7,62×51mm NATO com um receptáculo ampliado e um quebra-chamas de estilo ocidental. É um fuzil de batalha de fogo seletivo, operado a gás, resfriado a ar, alimentado por carregador, com coronha fixa de madeira. O M77 AB1 possui coronha dobrável. As primeiras versões tinham um receptáculo fresado e um bloco de gás ajustável com mira para granada de bocal.
O M77PS, uma variante semiautomática deste fuzil, foi importado pela Century Arms para os EUA em 2014 e 2015, com câmara para o cartcho .308/7.62x51 NATO. Possui uma coronha de polímero com buraco para o polegar e um 10º carregador. O receptáculo é um tipo RPK pesado de 1,5 mm com um munhão frontal abaulado e um trilho óptico. O cano é de perfil médio e não é cromado. O ferrolho e o suporte do ferrolho são polidos. Ele tinha uma porca de boca e rosqueada em M14-1.0LH. Foi vendido por diversos distribuidores por cerca de US$ 550, e seu preço aumentou com o tempo, devido à sua raridade. O fuzil pode ser convertido de volta à sua configuração militar original, alterando o mobiliário de polímero para madeira e adicionando um punho de pistola. A parte traseira do receptáculo possui um corte inclinado próprio, sendo necessária a modificação da coronha de madeira ou o uso de uma placa adaptadora para o encaixe adequado.
Uma das características únicas deste fuzil é que ele possui um sistema de gás ajustável com 3 configurações, auxiliando no uso do supressor.

## Anotações
É conhecido em sérvio como Automatska puška M77 B1 (М77 Б1). Anteriormente, era designado M77B1 (М77Б1) ou Automatska puška M.1977B1. Às vezes é confundido com o similar Zastava M77.

## Operadores
- Mali[6]

### Ex-operadores
- Iugoslávia